# Hunters Baseball Team
Der Baseball & Softball Club Hunters TV Thun ist ein Verein in der Stadt Thun, der mit verschiedenen Mannschaften an den Schweizer Baseball- und Softball-Ligen der Swiss Baseball and Softball Federation (SBSF) teilnimmt. Er wurde 1994 von einem Lehrer und dessen Schülern gegründet, um seinen Mitgliedern den Baseballsport organisiert anzubieten.
Die Hunters spielen in der 1. Liga Gruppe Mitte/West, in der sie 2021 Vierter wurden.

## Mitgliedschaften
- Swiss Baseball & Softball Federation (SBSF)
- Baseball & Softball Regionalverband Mittelland (BRVM)
- TV Thun
- SportThun

## Geschichte
Den Höhepunkt erlebte der 1994 gegründete Verein in den 2000er Jahren. Diverse Erfolge bei den Junioren, zwei eigenständige Juniorenmannschaften (U12, U15) und eine NLB Herren-Mannschaft. Die Mitgliederzahl betrug in jener Zeit über 60 Personen.
In den letzten 10 Jahren bekamen die Hunters insgesamt 4 Schweizermeistertitel bei den U12 und U15, dazu 3 Vize-Meistertitel. Zwei Mal sind sie in die NLB aufgestiegen. Zuletzt Ende 2013 und seitdem konnte der Ligaerhalt jeweils erreicht werden und 2016 erstmals die NLB-Playoffs.
Die Hunters bieten neben den normalen Trainings auch Kurse im freiwilligen Schulsport sowie dem Ferienpass an.
Aktuell führen die Hunters ein 1. Liga-Team und ein Fun-Team (Slow-Pitch Softball) sowie Junioren in der U15- und U12-Liga.
Wie viele andere Sportarten und Vereine haben die Hunters in den letzten Jahren Probleme, genügend Funktionäre zu finden. Deshalb haben sie sich 2017 dem TV Thun als Untersektion angeschlossen und nutzen die Synergien und Zusammenarbeit mit den diversen Sektionen.
Seit 2017 bieten die Hunters Mixed-Slowpitch-Softball an. Das Team spielte erstmals im Herbst in Thun und soll 2019 an der Slowpitch-Meisterschaft der SBSF teilnehmen.

## Nationalspieler
Die Thun Hunters stellten seit dem Jahr 2000 immer wieder Junioren-Nationalspieler, welche die Schweiz an einer EM repräsentieren. Aktuell 2018/19 sind es 2 Spieler, welche für die U18-Nationalmannschaft nominiert sind.
Mit Tim Wittwer stellten die Hunters auch ihren ersten Elite-Nationalspieler. Er spielte nach seiner Nominierung dann in der NLA bei den Bern Cardinals. Aktuell spielt mit Regis Reinhard wieder ein Elite-Nationalspieler und U23-Nationalspieler welcher in Thun ausgebildet wurde und aktuell in der NLA bei den Bern Cardinals spielt. Beide nahmen 2015 an den MLB-Tryouts in Deutschland teil.
Im Damen Softball stellen die Hunters erstmals eine Nationalspielerin. Tamara Ammeter spielte in der U22-Nationalmannschaft im Sommer 2018 an der EM mit. Parallel zum Slow-Pitch Softball mit den Hunters, spielt sie noch in der Fast-Pitch-Softball-Mannschaft der Bern Cardinals in der NLA.